# Кабанов, Василий Владимирович
Васи́лий Влади́мирович Каба́нов (12 апреля 1909, дер. Лысковская, Кадниковский уезд, Вологодская губерния, Российская империя ― 23 марта 1987, Москва, РСФСР, СССР) ― советский военачальник. Участник советско-финской войны. В годы Великой Отечественной войны ― комиссар 107-й отдельной стрелковой бригады и начальник политотдела 117-й гвардии стрелковой Бердичевской ордена Богдана Хмельницкого дивизии, гвардии полковник. Дважды кавалер ордена Ленина (1945). Почётный гражданин Новороссийска (1978) и города Волжска Марий Эл (1980). Член ВКП(б) с 1932 года.

## Биография
Родился 12 апреля 1909 года в дер. Лысковская Кадниковского уезда Вологодской губернии (ныне Усть-Кубинский район Вологодской области) в крестьянской семье.
В сентябре 1931 года призван в РККА. В 1932 году вступил в ВКП(б). С 1933 по 1936 годы учился в Ленинградском военно-политическом училище имени Ф. Энгельса. Во время службы был политруком роты, инструктором политотдела дивизии. В 1939―1940 годах участвовал в войне с Финляндией.
С 1941 года ― участник Великой Отечественной войны: окончил Военно-политическую академию им. В.И. Ленина, комиссар 107-й отдельной стрелковой бригады, сформированной в Волжске Марийской АССР в декабре 1941 ― апреле 1942 годов, участвовал в боях на Малой земле. В 1944―1945 годах ― начальник политотдела 117-й гвардии стрелковой Бердичевской ордена Богдана Хмельницкого дивизии, гвардии полковник. Сражался на Брянском фронте, на Кавказе, участвовал в боях за освобождение Украины, Польши, Чехословакии, во взятии Берлина. В годы войны награждён орденами Ленина (1945, дважды), Красного Знамени (1943, 1945), Отечественной войны I степени (1943, 1944 – дважды), Красной Звезды и боевыми медалями. В 1985 году ему вручили орден Отечественной войны II степени.
После окончания войны служил начальником политотдела дивизии, гвардейского корпуса. В марте 1957 года вышел в запас, перед этим занимая должность начальника политотдела Таманской дивизии. В 1970 году награждён орденом Трудового Красного Знамени. В 1978 году присвоено звание «Почётный гражданин Новороссийска», в 1980 году – звание «Почётный гражданин города Волжска Республики Марий Эл».
Выйдя в отставку, вёл большую работу по военно-патриотическому воспитанию молодёжи. Оказал помощь в создании музеев боевой славы 107 отдельной стрелковой бригады в Новороссийске, Москве, Бердичеве, Волжске.
В 1982 году в Йошкар-Оле выпустил в свет книгу воспоминаний «117-я гвардейская».
Скончался 23 марта 1987 года в Москве, похоронен там же.

## Память
- Его именем названа улица в микрорайоне «Машиностроитель» гор. Волжска Республики Марий Эл[2][8].
- В одном из скверов гор. Волжска Республики Марий Эл в честь 107 отдельной стрелковой бригады сооружена стела[2].
- Решением исполкома Волжского городского Совета от 15 апреля 1980 года улица Северная гор. Волжска Республики Марий Эл была переименована в улицу 107-й отдельной стрелковой бригады[2].

## Награды и звания
- Орден Ленина (06.04.1945, 23.04.1945)[9][10]
- Орден Красного Знамени (12.05.1943, 1945)[11]
- Орден Отечественной войны I степени (14.10.1943, 03.01.1944, 22.12.1944)[12][13][14]
- Орден Отечественной войны II степени (06.04.1985)[15]
- Орден Красной Звезды [2]
- Орден Трудового Красного Знамени (1970)[16]
- Медаль «За оборону Кавказа» [17]
- Медаль «За победу над Германией в Великой Отечественной войне 1941—1945 гг.» (25.09.1945)[18]
- Медаль «За освобождение Праги» (10.11.1945)[19]
- Почётный гражданин Новороссийска (1978)[1]
- Почётный гражданин города Волжска Республики Марий Эл (1980)[2]